# كوميديا الملاحظة
كوميديا الملاحظة أو كوميديا المراقبة هو نوع من أنواع الفكاهة يرتبط بمتابعة وتسجيل أحداث الحياة اليومية ويعتبر نوعًا رئيسًا في الكوميديا الارتجالية. اشتهرت كوميديا الملاحظة في الولايات المتحدة في فترة الخمسينات.